# برنارد هايلاند
برنارد هايلاند (بالإنجليزية: Bernard Hyland)‏ هو عالم نبات أسترالي، ولد في 1937.